# Luis Carlos Raimundo Bussetti
Luis Carlos Raimundo Bussetti fue un militar argentino que desempeñó como comandante en jefe del Ejército.

## Reseña
Fue un oficial de caballería egresado del Colegio Militar con la promoción 49. La misma promoción de Raúl Tanco, Rodolfo Larcher y Hernán Pujato. Participó del fallido intento de golpe liderado por el general de brigada Benjamín Andrés Menéndez el 28 de septiembre de 1951. Fue condenado a cuatro años prisión junto a sus camaradas.
Fue designado comandante en jefe del Ejército el 25 de noviembre de 1956. Después de una crisis interna fue relevado y sustituido por el teniente general Víctor Jaime Majó el 22 de mayo de 1957. Así vio el pase a retiro el 4 de junio de 1957 con el grado de teniente general.